# La Tour-de-Salvagny
La Tour-de-Salvagny este o comună în departamentul Rhône din sud-estul Franței. În 2009 avea o populație de 3.534 de locuitori.

## Evoluția populației
| An        | 1975  | 1982  | 1990  | 1999  | 2006  | 2009  |
| --------- | ----- | ----- | ----- | ----- | ----- | ----- |
| Populație | 1.904 | 2.827 | 3.226 | 3.402 | 3.467 | 3.534 |